# Krajná Bystrá
Krajná Bystrá és un poble i municipi d'Eslovàquia. Es troba a la regió de Prešov, al nord del país.

## Història
La primera referència escrita de la vila data del 1618.

## Demografia
| Godina             | 1994 | 2004    | 2014    | 2024    |
| ------------------ | ---- | ------- | ------- | ------- |
| Nombre de persones | 301  | 335     | 419     | 502     |
| Diferència         |      | +11,29% | +25,07% | +19,80% |

| Godina             | 2023 | 2024   |
| ------------------ | ---- | ------ |
| Nombre de persones | 495  | 502    |
| Diferència         |      | +1,41% |